# Le Petit Soldat (film, 1909)
Pour les articles homonymes, voir Le Petit Soldat (homonymie).
Pour plus de détails, voir Fiche technique et Distribution.
Le Petit Soldat est un court métrage muet français réalisé par Louis Feuillade, sorti en 1909.

## Fiche technique
- Titre : Le Petit Soldat
- Réalisation : Louis Feuillade
- Société de production : Société des Etablissements L. Gaumont
- Société de distribution : Société des Etablissements L. Gaumont (France)
- Pays de production :  France
- Genre :
- Durée :
- Dates de sortie : 
  - France : 1909

## Distribution
La distribution suivante provient du site de la Bibliothèque de la Cinémathèque française.
- Maurice Vinot
- Renée Carl
- Alice Tissot
- Christiane Mandelys